# James O'Brien
James O'Brien, född 24 juli 1925, död 27 maj 1988, var en friidrottare från Kanada. Han deltog vid olympiska sommarspelen 1948.